# Chrétiens des lettres rouges
 Chrétiens des lettres rouges (anglais : Red-Letter Christians) est une ONG internationale évangélique qui milite pour la justice sociale. Son siège est situé à St-Davids en banlieue de Philadelphie, en Pennsylvanie aux États-Unis.  

## Histoire
L’organisation a été fondée par le pasteur baptiste Tony Campolo et Shane Claiborne en 2007 dans le but de rassembler des évangéliques croyant en l’importance d’insister sur les enjeux de justice sociale mentionnés par Jésus (en rouge dans certaines traductions de la Bible),,. Ces enjeux sont notamment la lutte contre la pauvreté, la défense de la paix, la construction de familles solides, le respect des droits humains et l’accueil des étrangers. En 2019, elle a ouvert une antenne au Royaume-Uni,. En 2020, l’organisation comptait 120 organisations sociales et églises partenaires aux États-Unis, au Royaume-Uni et au Chili.